# Elbasvir
Elbasvir (MK-8742) es un fármaco aprobado por la FDA en enero de 2016 para el tratamiento de hepatitis C. Fue desarrollado por Merck y completó los ensayos de fase III, utilizado en combinación con el inhibidor de la proteasa NS3 (VHC) grazoprevir bajo el nombre comercial de Zepatier, ya sea con o sin ribavirina
Elbasvir es un inhibidor altamente potente y selectivo del complejo de replicación NS5A del virus de la hepatitis C. Solo se ha investigado en combinación con fármacos como grazoprevir y MK-3682, y no está claro si el Elbasvir mostraría una actividad antiviral sólida si fuera administrado en monoterapia. No obstante, los productos combinados de este tipo representan el enfoque más exitoso desarrollado hasta ahora para curar realmente la hepatitis C, en lugar de limitarse a ralentizar la progresión de la enfermedad.